# Tesla Cybercab
Pour les articles homonymes, voir Tesla, Cyber et Robotaxi.
La Tesla Cybercab ou Tesla Robotaxi est un concept car de voiture électrique 100% autonome et de robotaxi du constructeur automobile américain Tesla. Présentée en 50 exemplaires prototypes par Elon Musk lors du show événementiel « Tesla We, Robot » de Los Angeles d'octobre 2024, sa production en série est annoncée en 2026 par ce dernier.

## Histoire

### Conception

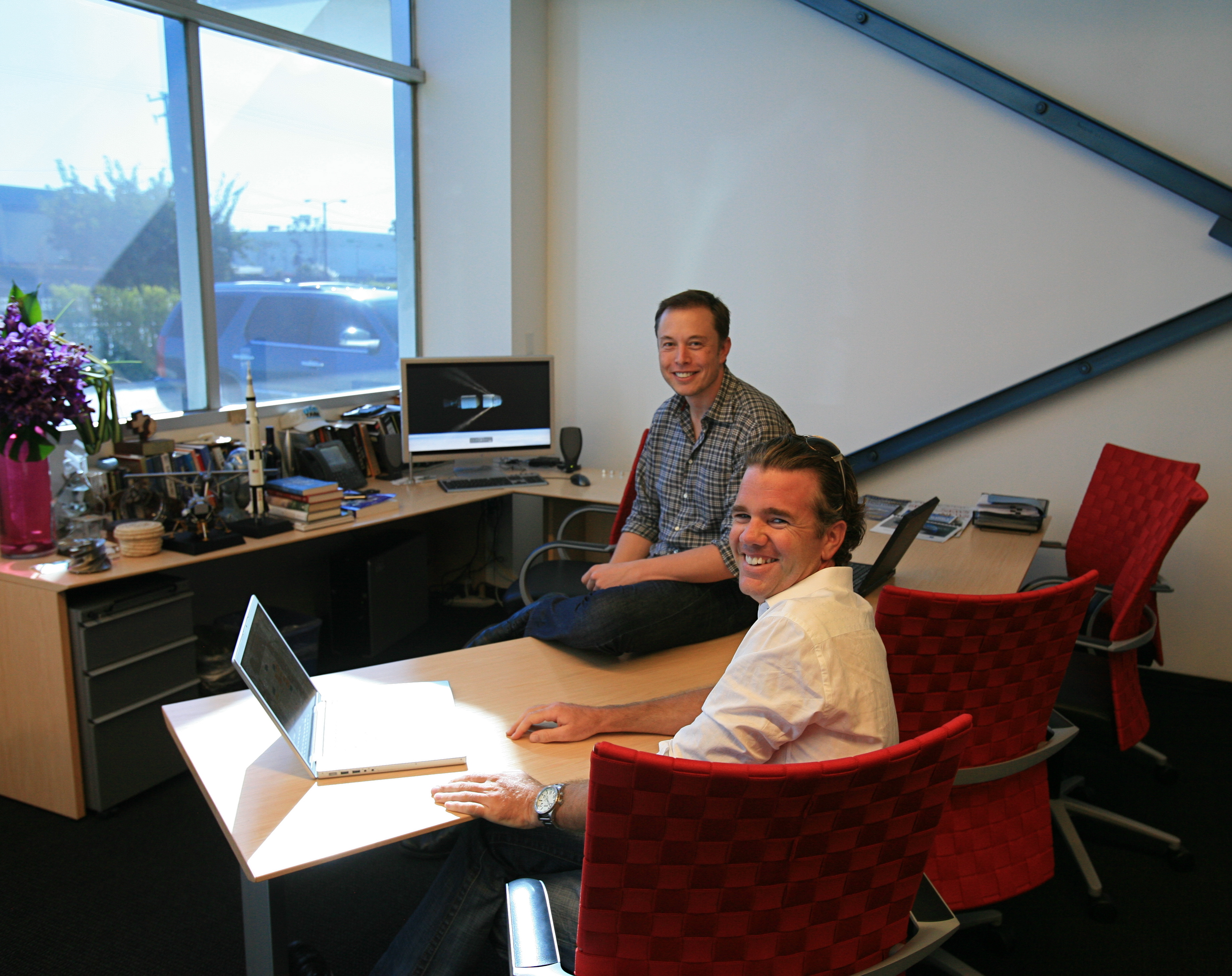
Elon Musk et son designer Tesla Franz von Holzhausen, en 2008.

Tesla annonce depuis 2020 une voiture électrique grand public de nouvelle génération pour succéder à ses modèles Tesla Model 3 de 2017 et Tesla Model Y de 2020. Son PDG fondateur Elon Musk annonce en 2022 son désir d'un véhicule « totalement autonome » en acceptant en septembre 2022 la solution des designers Tesla, Franz von Holzhausen et Lars Moravy, d'une nouvelle plate-forme commune, pour une petite voiture peu coûteuse et grand public et pour un « robotaxi » autonome sans volant ni pédales, fabriqués sur une chaîne d'assemblage commune. Tesla annonce cette nouvelle plate-forme en octobre 2022, avec un tarif d'environ la moitié du prix de la plate-forme des modèles 3/Y précédents.
Elon Musk déclare en automne 2019 sa prévision d'un million de robotaxis Tesla d'ici 2021. Il annonce en avril 2024 la présentation de son Robotaxi pour août, reporté par la suite à octobre.
Tesla déclare que la conception du véhicule tirerait parti de concepts de production avancés tels que le procédé « Unboxed Process » (de grandes pièces moulées unitaires), un système électrique basse tension de 48 volts, une batterie structurelle et une nouvelle architecture de communication bidirectionnelle à chemin redondant pour réduire le coût du véhicule en diminuant considérablement la quantité de faisceau de câbles,.

### Présentation
Elon Musk, PDG de Tesla, dévoile personnellement avec succès sa Tesla Cybercab au public le 10 octobre 2024, lors de son show événementiel de présentation « Tesla We, Robot » du studios Warner Bros de Burbank en Californie, avec 20 Cybercabs conceptuels en circulation autonome de nuit, sur circuit fermé autour du studio, pour conduire les participants à l'événement. Elon Musk déclare alors son intention de produire ce Cybercab Tesla avant 2027 sous le nom de « Cybercab » ou « Robotaxi » pour un tarif prévu inférieur à 30 000 dollars. Il profite de ce show événementiel pour présenter également son véhicule concept car monospace automatique « Tesla Robovan » avec une capacité de 20 passagers,, ainsi que la dernière version d'alors de son robot humanoïde Tesla Optimus.

Premier concept car de 2024
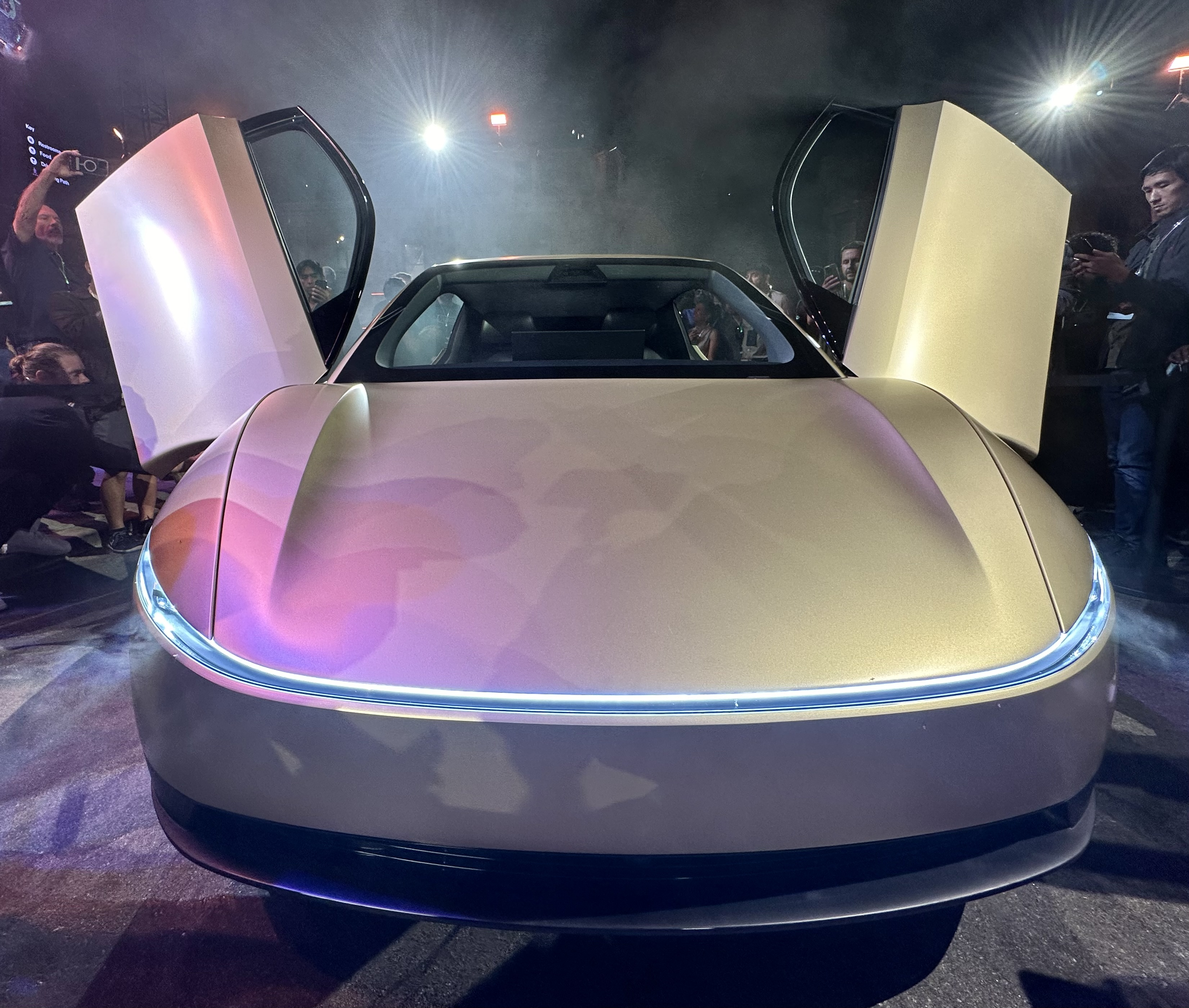
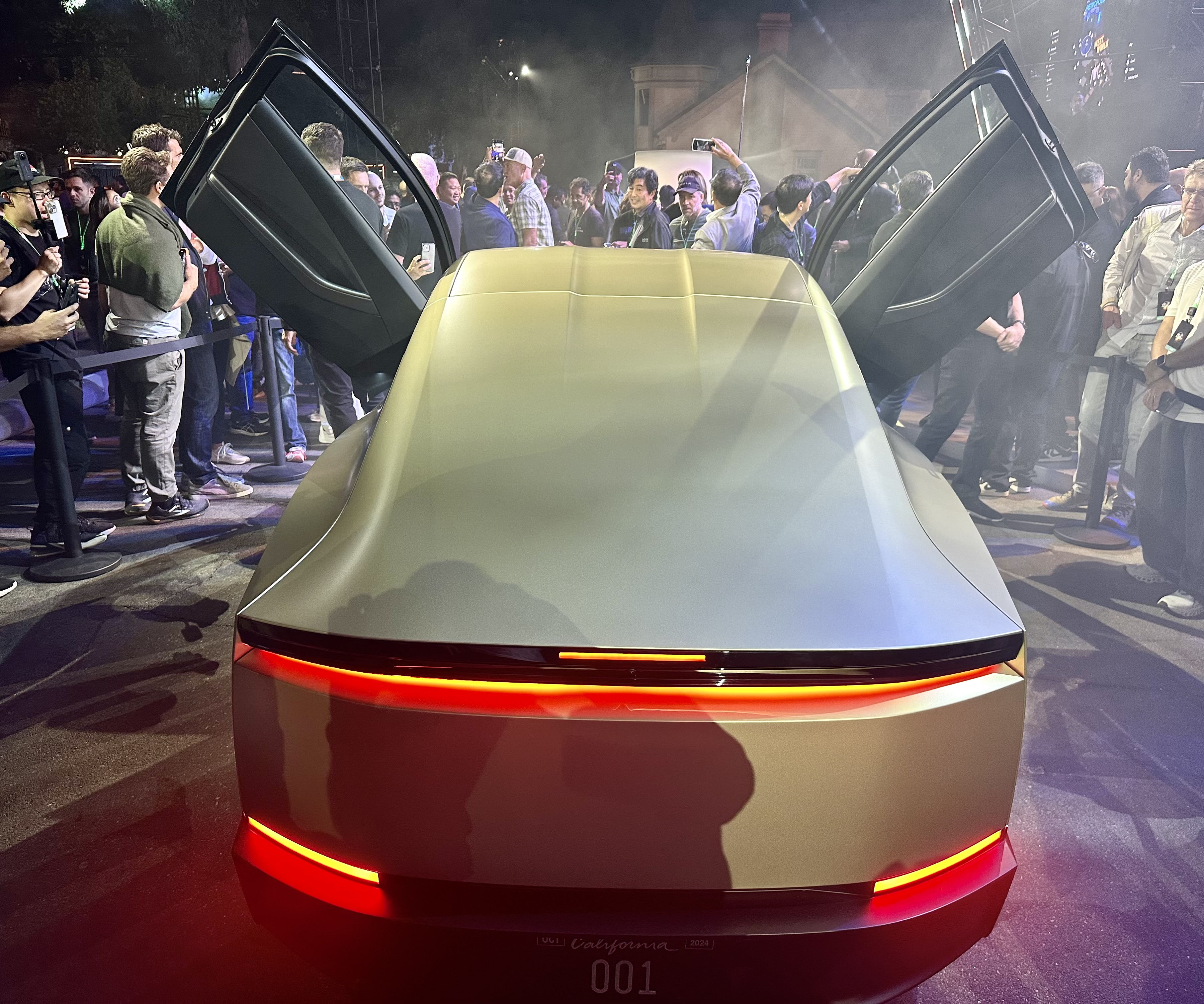

Le concept présenté du Cybercab est une GT 2 places, inspirée de sa Tesla Roadster de 2008, dotée de deux portes à ouverture en élytre automatiques sans poignées ni rétroviseurs latéraux, avec un cockpit sans volant ni pédales, avec un arrière fastback à ouverture à hayon sans lunette arrière pour le chargement de bagages. La conception du véhicule de production prévoit une recharge de sa batterie par borne d'induction électrique sous le véhicule, sans port de recharge extérieur visible. 
La réaction des investisseurs à l’annonce est alors modérée, en particulier compte tenu du long délai entre octobre 2024 et la mise en service des Cybercabs attendue avant 2027. Le magazine anglais New Scientist reproche alors à Tesla la non disponibilité de son Cybercab avant deux ans, alors que des robotaxis autonomes concourants Waymo sont déjà commercialisés.